# Gláfkos Klirídis
Gláfkos Ioannou Klirídis (Γλαύκος Ιωάννου Κληρίδης, forma griega; Nicosia, distrito de Nicosia, 24 de abril de 1919-15 de noviembre de 2013) fue un político chipriota que fue héroe de la Segunda Guerra Mundial, abogado, luchador de la resistencia antibritánica y aliado del Arzobispo Makarios. Encabezó una delegación grecochipriota que ayudó a redactar una nueva Constitución, fue el líder del Parlamento durante dieciséis años y tuvo dos mandatos como presidente.

## Vida privada
Hijo de Ioánnis Klirídis, un eminente abogado, recibió su educación en el Pancyprian Gymnasium de Nicosia.
En 1945 se casó con Lilla Erulkar, una actriz nacida en lo que entonces era Bombay que tomó el nombre Lilla Irene Klirídis. Ella murió en 2007. La pareja tuvo una hija, Katherine Klirídis que integró la Cámara de Representantes de Chipre por parte del Partido Unión Democrática.

## Segunda Guerra Mundial
Klirídis se encontraba estudiando leyes en Londres cuando estalló la Segunda Guerra Mundial en 1939. Inmediatamente se alistó en la RAF británica para servir en el comando de bombarderos. En enero de 1942, cuando revistaba como artillero de popa y radiooperador, su aparato Vickers Wellington fue derribado cuando volaba en proximidades de Hamburgo. Se rompió una pierna en la caída en paracaídas. Fue llevado a un hospital para prisioneros franceses en Bremen donde un estudiante de medicina le colocó un yeso y le extrajo una esquirla. En la cárcel cortó el yeso con una tijera y escapó por la ventana. A los cuatro días fue capturado y enviado al Stalag VIIIB próximo al límite con Polonia.
Al año, escapó en tren y a pie hacia Yugoslavia donde fue recapturado y considerado partisano por lo que fue internado en un campo para tales por seis semanas. Al conocerse que se había escapado del Stalag VIIIB es retornado a su campo anterior.
Un tercer escape en 1944 fue un éxito. Fue cuando se separó de una columna de prisioneros en una marcha forzada por delante del avance aliado, se encuentra un tanque estadounidense y subió a bordo.
Tras licenciarse con un reconocimiento a sus servicios distinguidos, estudió Derecho en el King's College de Londres y obtuvo la graduación en 1948. En 1949 se colegió en el Gray's Inn y hasta 1960 practicó la abogacía en Chipre.

## Guerra de la Independencia
En 1955 se puso al servicio de la Organización Nacional de Combatientes Chipriotas (EOKA), la guerrilla grecochipriota del coronel Georgios Grivas que emprendió la lucha contra la autoridad colonial británica y para conseguir la unión (Enosis) de Chipre a Grecia. Adoptó el nombre de guerra Ypereides, orador de la antigua Atenas. En el movimiento nacionalista Klirídis brindó asistencia legal a activistas detenidos y reunió pruebas contra el Gobierno británico para ser presentadas a la Comisión de Derechos Humanos del Consejo de Europa.
En abril de 1959, luego acompañar a Makarios en la Conferencia multipartita de Londres que sancionó el esquema constitucional de transición para la isla, le fue confiado el Ministerio de Justicia en el Gobierno del arzobispo Makarios III. Esta función la desempeñó hasta la proclamación de la independencia de la República de Chipre el 16 de agosto de 1960. Ese año dirigió la delegación grecochipriota en la Comisión Constitucional Conjunta y en los comicios de julio salió elegido diputado por Nicosia en las listas del Frente Patriótico, la coalición que servía de soporte político a Makarios. En la inauguración del Legislativo en agosto, le fue conferida la presidencia de la Cámara de Representantes.
Fue amigo desde su infancia de Rauf Denktaş, el líder turcochipriota y contraparte en las negociaciones intercomunales por lo largo de 25 años.

## Vida Pública
En la agitada primera década de la independencia, que a partir de 1963 conoció el fracaso del marco constitucional unitario con la ruptura política e institucional entre las comunidades griega y turca y el estallido de violencias sectarias, Klirídis desempeñó diversas misiones como alto oficial del Estado, representando siempre a la comunidad grecochipriota, como cabeza de delegación en la Conferencia de Londres de 1964. Fue negociador jefe en las conversaciones intercomunales que arrancaron en Beirut en 1968 con la égida de la ONU y que se prolongaron durante seis años sin resultados tangibles.
Para estas nuevas conversaciones, Klirídis cambió aspectos de su postura. En 1967, después de una masacre de veintisiete turcos en Kophinou, el gobierno turco amenazó con invadir la isla a menos que las fuerzas irregulares griegos se retiraron de las zonas turcas y Georgios Grivas fuera exiliados. Bajo presión estadounidense, la invasión fue cancelada; pero la crisis convenció Makarios y Klirídis que la búsqueda de la Enosis provocaría una invasión turca. En su lugar, trataron de negociar sobre la base de un Chipre independiente, distanciándose de la junta gobernante en la Grecia.
Después de disgregarse el Frente Patriótico, en febrero de 1969 Klirídis puso en marcha su propia fuerza política, el Partido Unido (Eniaion), grupo de derecha moderado sustentando en las clases urbanas que se puso al servicio de Makarios y sus políticas, sintetizadas en el rechazo a la enosis, la salvaguardia de un Chipre independiente y no alineado exteriormente, y la búsqueda de soluciones pacíficas para los conflictos intercomunales. En las elecciones legislativas del 5 de julio de 1970 el Eniaion fue la lista más votada con 15 escaños y ganó la partida a la poderosa agrupación comunista local, el Partido Progresista de la Clase Trabajadora (AKEL), y a otra formación surgida de la disgregación del citado bloque gubernamental, la Unión Democrática por la enosis de Chipre (EDEK), o Partido Socialista, liderado por Vassos Lyssarides.

## Invasión turca y primera jefatura del Estado
Siendo presidente del Parlamento, Klirídis ocupó la jefatura del Estado en funciones entre el 23 de julio y el 7 de diciembre de 1974, mientras Makarios estuvo en el exilio a raíz del fracasado golpe de Estado ultraderechista y pro-Enosis perpetrado por la Guardia Nacional chipriota pero orquestado por la junta militar que regía en Atenas. Klirídis llevó las riendas del país en la etapa más delicada de su historia, que conoció la invasión y la ocupación por el Ejército de Turquía (Operación Atila) del tercio norte de la isla con el pretexto de la protección de la comunidad turcochipriota, si bien semejante golpe de fuerza vino a hacer irreversible la partición de la isla, además de generar una ola de refugiados grecochipriotas del norte hacia el sur.
En agosto, bajo la amenaza del Gobierno de Ankara que presidía Bülent Ecevit de lanzar una segunda operación militar contra la isla, Klirídis sostuvo en Ginebra unas negociaciones de emergencia con el representante turcochipriota, Rauf Denktaş, quien intentó arrancarle una solución basada en la fórmula de una federación bizonal que otorgaría el 34% del territorio a los turcochipriotas. Klirídis rechazó de plano un marco que conculcaba el principio fundacional de la República de Chipre, de manera que el 14 de agosto las tropas turcas reanudaron su despliegue hacia el sur, hasta la declaración dos días después de un alto el fuego y de una línea de demarcación, la denominada Línea Atila, que discurría desde la bahía de Morphou al noroeste y la ciudad de Famagusta al este, y dividía la misma capital Nicosia en dos sectores (Línea Verde).
Tras el regreso de Makarios en noviembre de 1974, Klirídis retomó su papel como presidente de la cámara y negociador en jefe. Negoció infructuosamente con Denktash en Viena en enero de 1975, en Nueva York en septiembre de 1975 y más tarde en Chipre. El 13 de febrero de 1975 los turcochipriotas proclamaron en el 37% del territorio que controlaban un Estado Federado Turco, co Denktaş de presidente.

## Unión Democrática
Klirídis había contado con ser el sucesor de Makarios en el liderazgo de la comunidad grecochipriota, pero a principios de 1976 el arzobispo escogió a su exministro de Asuntos Exteriores, Spyros Kyprianou, para encabezar el nuevo Partido Democrático (DIKO), que abrazó unas posiciones de firmeza frente a la parte turca. En abril Klirídis fue cesado como presidente de la Cámara de Representantes tras 16 años de ejercicio al tiempo que como negociador jefe en las conversaciones intercomunales, y un mes más tarde se apoyó en los partidos del Frente Progresista y el Frente Nacional Democrático para fundar la Unión Democrática (DISY).
El DISY, basado como el Eniaion en las clases medias profesionales urbanas y el empresariado, tenía como señas de identidad el conservadurismo ideológico, la defensa del libre mercado, una acusada actitud prooccidental y proatlantista y la confianza en las fórmulas negociadas para terminar con el conflicto con los turcochipriotas. La nueva agrupación de Klirídis reunió el 24,1% de los votos en los comicios del 5 de septiembre de 1976, aunque la ley electoral entonces vigente le privó de representación parlamentaria. Las fortunas del DISY mejoraron espectacularmente en la edición del 24 de mayo de 1981, cuando ascendió al 31,9% de los sufragios, ganó 12 puestos y se convirtió en el primer partido nacional, lo cual no se tradujo en una mudanza en el Ejecutivo al regir el sistema de Gobierno presidencialista. En las siguientes elecciones legislativas, las del 8 de diciembre de 1985, el partido incrementó su cuota al 33,6% de los votos y los 19 escaños.
En su larga etapa como jefe de la oposición Klirídis tuvo dos envites presidenciales fallidos. En la primera ocasión, el 13 de febrero de 1983, obtuvo el 33,9% de los votos y fue ampliamente batido por Kyprianou, que optaba a la reelección después de suceder en agosto de 1977 al fallecido Makarios y que contaba con el apoyo del AKEL no obstante su actitud intransigente en el conflicto con los turcochipriotas. Una derrota más ajustada de Klirídis fue la de febrero de 1988, cuando descabalgó a Kyprianou en la primera vuelta del día 14 y con el 48,4% de los sufragios terminó vencido en la segunda vuelta, siete días después, por el aspirante independiente Giórgos Vasileíou, quien también gozaba del respaldo de los comunistas.
No obstante, Klirídis prestó su apoyo parlamentario a Vasiliou en cuanto éste dejó claro que albergaba una actitud más posibilista en la cuestión de la división de país. Las elecciones legislativas del 19 de mayo de 1991 brindaron al DISY los mejores resultados de su historia, el 35,8% de los votos y 20 escaños, y se antojaron un buen augurio para las expectativas personales de Klirídis en las presidenciales que tocaban dos años después. En efecto, el 14 de febrero de 1993 el veterano político y abogado se apuntó la victoria sobre Vasiliou en la segunda vuelta por solo seis décimas de diferencia, el 50,3% contra el 49,7%, a pesar de que en la primera vuelta del 7 de febrero el titular reeleccionista le sacó, con el 44%, más de siete puntos de ventaja. En este desenlace resultó fundamental el apoyo prestado a Klirídis por el DIKO de Kyprianou, que neutralizó el concedido por el AKEL a Vasiliou.

## Nuevo acceso al Gobierno
Klirídis tomó posesión el 28 de febrero al frente de un gobierno de coalición con el DIKO, una alianza inédita, aunque a muchos electores les había causado perplejidad que no se hubiera materializado antes, considerando las importantes coincidencias ideológicas en dos formaciones que compartían el nicho del centroderecha. La asunción por Klirídis de su nueva responsabilidad llevó implícita su renuncia al escaño de diputado y a la presidencia ejecutiva del DISY, si bien siguió en el partido en calidad de presidente de honor. Como jefe del Estado, Klirídis adquiría amplios poderes ejecutivos y encabezaba el Consejo de Ministros. Su ámbito de decisión era especialmente propio en política exterior, defensa y seguridad nacionales, es decir, directamente todo lo relacionado con la división de la isla y el conflicto con los turcochipriotas, pudiendo vetar las iniciativas legislativas del Parlamento en dichos ámbitos.
La llegada de Klirídis a la Presidencia del Estado chipriota internacionalmente reconocido supuso un relanzamiento de los contactos con la parte de la isla que lidera Rauf Denktaş, presidente, desde el 15 de noviembre de 1983, de la autoproclamada República Turca del Norte de Chipre (RTCN-TRNC), sólo reconocida por Turquía. El principio que guio todo el proceso, y que Klirídis hizo suyo, fue el establecido en las resoluciones de la ONU en torno a una federación bizonal y bicomunal capaz de subsanar la división de facto de la isla y los brotes intermitentes de tensión entre las dos poblaciones.
Del 9 al 12 de julio de 1997 Klirídis sostuvo en Troutbeck, Nueva York, con su viejo interlocutor de las conversaciones de 1968-1976 una ronda preliminar de conversaciones cara a cara. Las expectativas optimistas no tardaron en venirse abajo. Las dificultades se mostraron infranqueables al no poder desligarse el tema chipriota de la enemistad secular entre Atenas y Ankara, países enfrentados con un gran número de disputas y contenciosos en lo militar, territorial, económico y cultural, de los que el estatus de Chipre ha sido el más enconado.
Además, estaba la decidida apuesta europeísta de Klirídis, que tomó el testigo de la candidatura para formar parte de la Unión Europea (UE), lanzada por el Gobierno de Vasiliou el 4 de julio de 1990 para irritación de los turcochipriotas. El 12 de diciembre de 1997 al mandatario le cupo la satisfacción de la luz verde concedida a dicha demanda por el Consejo Europeo reunido en Luxemburgo, de manera que el 31 de marzo de 1998 arrancaron las negociaciones oficiales de un proceso de adhesión que se vaticinaba exitoso dado el buen grado de preparación del país mediterráneo, superior al de los países del antiguo bloque soviético, para satisfacer los requisitos políticos y económicos, asumir el acervo comunitario y desenvolverse en la economía de mercado altamente competitiva de la UE.
Por otro lado, su proyecto de desplegar baterías de misiles tierra-aire rusos S-300, con un alcance de 200 km, como medida de presión a la parte de Rauf Denktaş, reticente a cualquier acuerdo de principio a menos que Nicosia reconociera previamente a la República Turca del Norte de Chipre, suscitó las iras del Gobierno de Mesut Yilmaz en Ankara y un malestar apenas disimulado de norteamericanos y europeos, que estimaron contraproducente la idea e insistieron en la necesidad de superar el enquistado conflicto en la isla. El 29 de diciembre de 1998 Klirídis aceptó abandonar el controvertido proyecto y en febrero de 1999 anunció que había alcanzado un acuerdo con el Gobierno socialista griego de Kostas Simitis, según el cual los misiles iban a ser instalados en la isla griega de Creta, en el Egeo, si bien su propiedad correspondería al Estado chipriota.
En el orden interno, la coalición DISY-DIKO revalidó la mayoría absoluta en las legislativas del 26 de mayo de 1996, que otorgaron al partido del presidente un satisfactorio 34,5% de los votos sin perder ningún escaño, pero el 5 de noviembre de 1997 Kyprianou resolvió sacar a sus cinco ministros en un contexto de dificultades económicas por el estancamiento de los ingresos turísticos, las malas cosechas de los cultivos mediterráneos que el país exporta y los costes financieros de las últimas adquisiciones de armamento.
En las presidenciales del 8 y 15 de febrero de 1998 Klirídis renovó a duras penas su mandato en la segunda vuelta y con el 50,8% de los votos frente al exministro de Exteriores George Iakovou, que contaba con el apoyo del AKEL y el DIKO. Inmediatamente después hubo de recomponer el Gobierno concediendo carteras al EDEK, al Partido Liberal (KF) y al Movimiento de Demócratas Libres (KED), además de a algunos disidentes del DIKO, alianza que, empero, no aportaba la mayoría absoluta. El nuevo gabinete inició su andadura el 28 de febrero y antes de llegar al año, el 4 de enero de 1999, sufrió la defección del EDEK, que tenía el Ministerio de Defensa, como protesta por la renuncia de Klirídis al plan de instalar los misiles rusos. En los nuevos comicios del 27 de mayo de 2001 el DISY se mantuvo airoso, con el 34% de los votos y 19 escaños, pero el AKEL, en un registro histórico, le arrebató la primacía por un escaso margen.
El 4 de diciembre de 2001 Klirídis volvió a encontrarse con Rauf Denktaş, esta vez en la misma Nicosia. Los líderes decidieron entablar, a partir de enero de 2002, negociaciones directas sin condiciones y con una agenda completa con la intención de dar un tratamiento integral y definitivo a todas las disputas abiertas. Al día siguiente, en un gesto simbólico de deshielo, Klirídis efectuó una histórica visita al norte de la isla. Se hizo notar el talante voluntarioso de ambas partes, pero las conversaciones directas con Denktaş de febrero de 2002 terminaron en el enésimo desacuerdo, con los dos líderes aferrados a sus tesis y escenificando la aparente insolubilidad del conflicto.
Klirídis, volviendo un tanto al espíritu fundacional del Estado en 1960 y esgrimiendo las resoluciones de la ONU, ofrecía una entidad bizonal y bicomunal, con instituciones propias en cada lado e instituciones federales elegidas por todos los chipriotas y que serían las depositarias de los atributos de soberanía estatal. El presidente de la República sería grecochipriota y un turcochipriota asumiría la restablecida oficina del vicepresidente. Klirídis, además, demandaba la retirada progresiva de los 35.000 soldados y los 120.000 colonos turcos (estos últimos enviados por Ankara en un intento de corregir la debilidad demográfica de la RTNC), paralelamente a la evacuación de los soldados griegos presentes en el sur, la continuidad de la Fuerza de Mantenimiento de la Paz enviada por la ONU en 1964 (UNFICYP) y el retorno de los 200.000 grecochipriotas que huyeron voluntariamente o fueron expulsados del norte cuando la invasión de 1974.
Por el contrario, Denktaş insistía en la proclamación de una confederación de estados soberanos previo reconocimiento de la RTCN por el Gobierno grecochipriota, dotada de una autoridad supranacional bipartita de jefatura rotatoria cuyas únicas competencias serían la política exterior y la defensa. Denktaş quería también la salida de la UNFICYP y el mantenimiento de los contingentes militares turco y griego como garantes de la seguridad.
La premura para resolver uno de los más intratables conflictos internacionales se tornó más perentoria desde que en noviembre de 2002 el Consejo de Ministros de la UE confirmó que el ingreso de Chipre, a punto de satisfacer todos los requisitos, se iba a producir el 1 de mayo de 2004. La UE advirtió que el acuerdo sobre la reunificación de la isla antes de producirse el ingreso en su seno era un escenario altamente deseable pero no una precondición de aquel, así que, de seguir así las cosas, en mayo de 2004 el espacio comunitario se extendería al territorio bajo soberanía del Estado internacionalmente reconocido.
Llegado a este punto, Klirídis dejó claro que sólo accedería a una fórmula de reunificación que diera lugar a una entidad estatal capaz de fungir como un socio cabal de la UE, capaz de garantizar las políticas comunitarias, y de paso que diluyera la realidad de dos comunidades enfrentadas. El Gobierno de Ankara, por su parte, amenazó con anexionarse la TRNC si el ingreso de Chipre en la UE se producía antes del arreglo intercomunal, mientras que el de Atenas advirtió a los turcos con vetar su propio proceso de adhesión a la UE si ponían las cosas difíciles en Chipre.
En noviembre de 2002 el secretario general de la ONU, Kofi Annan, presentó un controvertido plan de unificación basado en el principio del Estado bicomunal, pero con una estructura federal débil, tal que el tipo de Gobierno unitario presentaba la traza de una confederación entre dos "estados componentes", si bien seguía ignorándose la exigencia turcochipriota del previo reconocimiento de su autoproclamada república. El secretario general otorgó a las partes de plazo hasta el 28 de febrero de 2003 para que se pronunciaran sobre el plan, y la UE añadió que, con o sin aceptación del mismo, el 16 de abril siguiente podría tener lugar la firma del Tratado de Adhesión de Chipre.
Pero antes de esa fecha tocaba celebrar elecciones presidenciales en Chipre. A comienzos de enero Klirídis, con 83 años, decidió aspirar al tercer mandato con el argumento de que no convenía cambiar de caballo en un momento crucial de las negociaciones con los turcochipriotas y que era su "deber histórico" rematar su carrera política con el ansiado acuerdo; consideró que aquel podría lograrse en el plazo de año y medio, así que autolimitó su mandato justamente a ese período, en el cual también tendría lugar el ingreso en la UE. En este sentido, muchas voces del interior y el exterior coincidían en señalar a Klirídis como la persona más adecuada para seguir dirigiendo el complicado expediente intercomunal. El DISY ya había designado a su candidato, Yiannakis Omirou, el cual ahora no tuvo inconveniente en retirarse en favor del patriarca de la formación.
A lo largo de la campaña Klirídis se desenvolvió con razonables perspectivas electorales, si bien los sondeos pusieron en cabeza al candidato y sucesor de Kyprianou (fallecido en marzo de 2002) en la presidencia del DIKO, Tássos Papadópoulos, otro jurista con amplia experiencia en la política nacional, que venía criticando a Klirídis por, a su juicio, mostrar una actitud condescendiente con los turcochipriotas y haber relegado a un segundo plano la gestión económica. Se esperaba que la del 16 de febrero fuera una liza reñida, pero Papadopoulos se proclamó presidente con el 51,5% de los votos frente al 38,8% de su rival. Klirídis reconoció automáticamente su derrota y dispuso lo oportuno para que el 28 de febrero tuviera lugar un tranquilo relevo en el poder.

## Actividad política luego de su gobierno
Después de ser derrotado en su intento de reelección de 2003, se trasladó a Lárnaca.
Klirídis apoyó el plan del Secretario General de las Naciones Unidas Kofi Annan para reunificar Chipre y prermitir el retorno de los desplazados. Los turcochipriotas apoyaron el plan pero, los grecochipriotas, mayoría de la población, se negaron en un referéndum que tuvo lugar al año siguiente.

## Publicaciones
Klirídis fue autor de un libro de memorias de cuatro volúmenes, "My Deposition" (1988-1991), al que llamó "la anatomía de una tragedia nacional". Denktaş, citó de ella diciendo que era un registro escrupuloso de los acontecimientos.

## Membresía
Klirídis era miembro de honor vitalicio de la Cruz Roja Chipriota, organismo que presidió entre 1961 y 1963, y también miembro de honor de la Academia Rusa de Ciencias Naturales. El papa Juan XXIII le concedió la Medalla de Oro de la Orden del Santo Sepulcro en reconocimiento a sus servicios en pro del entendimiento intercomunal y en 1993 el Gobierno griego le otorgó la Gran Cruz del Redentor.
Gláfkos Klirídis era Miembro Honorario de la Fundación Internacional Raoul Wallenberg.